# Einsatzgruppen
Einsatzgruppen waren paramilitaire doodseskaders uit het Derde Rijk die tijdens de Tweede Wereldoorlog actief waren aan het oostfront.
Deze eenheden, die bestonden uit leden van de Sicherheitspolizei (Sipo), Sicherheitsdienst (SD), Ordnungspolizei (Orpo) en Waffen-SS, volgden de Wehrmacht in het spoor van haar opmars. De missie van de Einsatzgruppen was om alle weerstand achter de Duitse frontlinie uit te schakelen. De Einsatzgruppen doodden in hun ogen "ongewenste elementen" zoals Joden, communisten, zigeuners, homoseksuelen, intellectuelen, gehandicapten en partizanen. De slachtoffers waren voornamelijk burgers die zonder enige vorm van proces werden vermoord.

## Algemene achtergrond
De Einsatzgruppen waren speciale eenheden die werden gevormd wanneer ze nodig waren. Ze werden eerst geleid door de Sicherheitspolizei en later door het Reichssicherheitshauptamt.

### DeAnschlussvan Oostenrijk (1938) en Tsjechië (1939)
De eerste Einsatzgruppen werden gevormd in 1938 tijdens de Anschluss van Oostenrijk en later in 1939 tijdens de annexatie van Tsjechië. Het doel van de Einsatzgruppen was om gebieden te bezetten, vitale gegevens te bemachtigen en mogelijke bedreigingen voor het Derde Rijk te neutraliseren. De activiteiten van de Einsatzgruppen in Oostenrijk en Tsjechië beperkten zich hoofdzakelijk tot de zuivering van de lokale leiding, die werd vervangen door nazi-volgelingen en het oprichten van nieuwe concentratiekampen. Aan massamoord maakten de Einsatzgruppen zich toen nog niet schuldig.

### De Poolse campagne (1939)

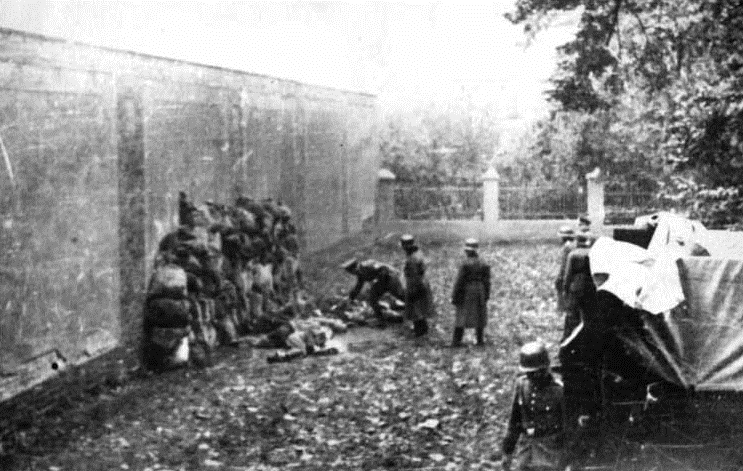
De executie van Polen door leden van een Einsatzgruppe in Leszno in oktober 1939.

In 1939 werden de Einsatzgruppen opnieuw opgezet en uitgestuurd naar Polen om de Poolse intellectuelen, zoals leraren en priesters, uit te schakelen. Omdat de nazi's de Polen als Untermensch beschouwden, wilden ze de lagere klassen als slaven gebruiken. Hierbij konden ze de intellectuelen niet gebruiken. Bovendien moesten mensen met Poolse nationalistische ideeën en politieke kopstukken worden vermoord om mogelijke lokale verzetsbewegingen in de kiem te smoren. Aanvankelijk waren er vijf Einsatzgruppen actief in Polen en uiteindelijk zeven. Van september 1939 tot het voorjaar van 1940 werden naar schatting 60.000 tot 80.000 executies uitgevoerd door Einsatzgruppen in Polen.

### Campagne in het westen
In mei 1940 werden bij de invasie van West-Europa, inclusief Nederland en België, ook Einsatzgruppen ingezet. Net als in Oostenrijk en Tsjechië was er hier geen sprake van bloedvergieten en bestond het werk van de Einsatzgruppen vooral uit inlichtingen- en voorbereidingswerk voor de bezetting. Wanneer Duitsland Groot-Brittannië binnengevallen zou zijn, hadden vijf Einsatzgruppen de opdracht gekregen 2.820 prominente Britten te arresteren.

### Operatie Barbarossa

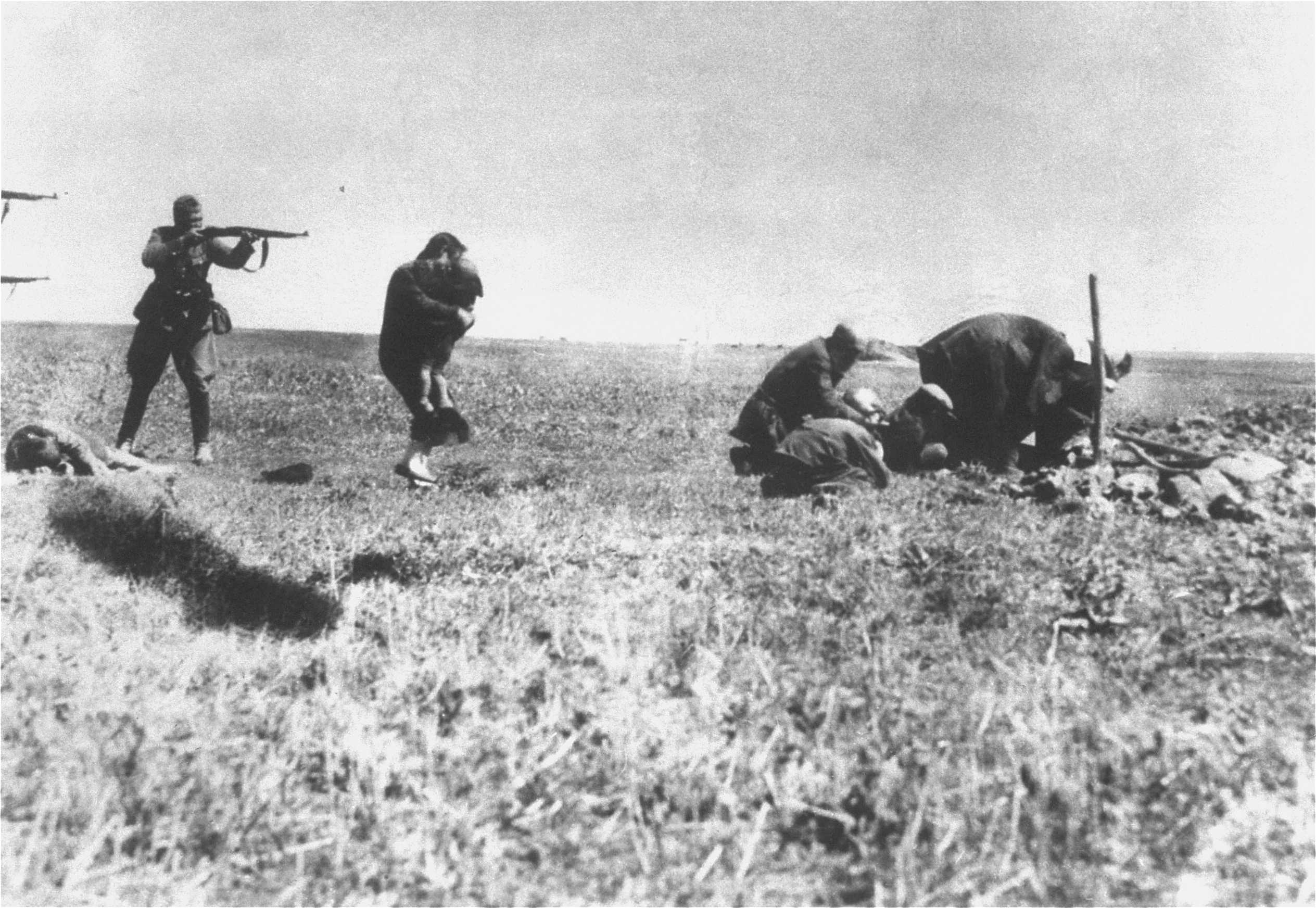
Joden worden vermoord door leden van een Einsatzgruppe nabij Ivangorod in Oekraïne.

In 1941 bereikten de activiteiten van de Einsatzgruppen een hoogtepunt toen ze werden uitgestuurd naar Rusland om de 'ongewensten' zoals Joden, zigeuners en communistische leiders en Russische officieren uit de weg te ruimen. In de Baltische staten (Kovno, Kaunas), Wit-Rusland, Oekraïne (Babi Yar) en Rusland, ver achter de frontlijn speelden zich taferelen af die historici nu de 'Wilde Holocaust' noemen. De moordpartijen gebeurden in de Sovjet-Unie op een veel grotere schaal dan in Polen. Van de zes miljoen slachtoffers die gevallen zijn tijdens de Holocaust zijn naar schatting een kwart tot een derde vermoord door de Einsatzgruppen die ongemeen brutaal en beestachtig huishielden in de Oostelijke veroverde gebieden. De Einsatzgruppen waren eerst mobiele troepen, die mee opschoven met de snel oprukkende frontlijn van de Wehrmacht, maar langzamerhand vestigden ze zich op bepaalde plaatsen. Ze stonden tijdens de inval in de Sovjet-Unie onder bevel van het RSHA. Tot de laatste ogenblikken van de invasie bleven ze mensen doden, waarna hun stoffelijke resten werden verbrand of begraven in massagraven. Eind december 1944 werd door Adolf Eichmann, de organisator van de Endlösung, aan Berlijn gerapporteerd dat 4 miljoen Joden werden omgebracht in de concentratie- en vernietigingskampen en nog eens ruim twee miljoen slachtoffers op het terrein zelf door de Einsatzgruppen. De Joden, communisten, zigeuners en andere 'vijanden' van het Derde Rijk, werden massaal en op militaire wijze ter plekke vermoord door middel van executie of werden vergast in gaswagens. De lijken werden al dan niet verbrand in diepe geulen of gedumpt bij Ponary waar de Russen grote gaten hadden gegraven voor de aanleg van ondergrondse olieopslagplaatsen. Soms werden de lijken in open lucht verbrand op enorme brandstapels met grote blokken hout. Bij die slachtpartijen werden ze dikwijls voorafgegaan of enthousiast geholpen door lokale fascistische of nazi-bewegingen, die soms woester tekeer gingen dan de nazi's of de SS'ers zelf, maar wel door de Einsatzgruppen werden aangemoedigd of getolereerd. De gruwelijkheden die tijdens die massamoorden werden begaan doen echter niet onder voor wat er zich vanaf het voorjaar van 1942 in de vernietigingskampen zou afspelen.

#### Organisatie van de Einsatzgruppen tijdens Operatie Barbarossa
Er werden vier Einsatzgruppen opgericht, die elk werden benoemd door een letter (A, B, C en D). Tijdens Operatie Barbarossa werd elke Einsatzgruppe bij een Legergroep gevoegd en onderverdeeld in twee of drie Sonderkommandos (SK) en Einsatzkommandos (EK). In theorie opereerden de Sonderkommandos in het gebied van de Wehrmacht terwijl de Einsatzkommandos achter de frontlinies actief waren. In de praktijk was van deze onderverdeling weinig te merken. Zowel de Einsatzkommandos als de Sonderkommandos hadden tijdelijke eenheden, die Teilkommandos werden genoemd. Wanneer deze Teilkommandos aan een stad of locatie werden toegewezen, werden ze vooreenheden (Vorkommandos) genoemd. Het gros van de manschappen werd gerekruteerd bij de Waffen-SS, de militaire arm van de SS. Einsatzgruppe A was bijvoorbeeld samengesteld uit 340 Waffen-SS'ers, 89 leden uit de Gestapo, 35 SD-leden, 133 oproerpolitiemannen en 41 leden uit de Kripo. Aan deze eenheden werden specialisten toegevoegd zoals radiotelegrafisten, chauffeurs en tolken. De Einsatzgruppen waren ondergeschikt aan het leger wat betreft transport, rantsoenen en inkwartiering, maar waren verder wat betreft discipline, jurisdictie en technische kwesties enkel aan het RSHA van Reinhard Heydrich (later Ernst Kaltenbrunner) verantwoording verschuldigd. Met andere woorden: Heydrich vaardigde in de praktijk de operationele bevelen uit en boven hem stonden slechts Himmler en Hitler.

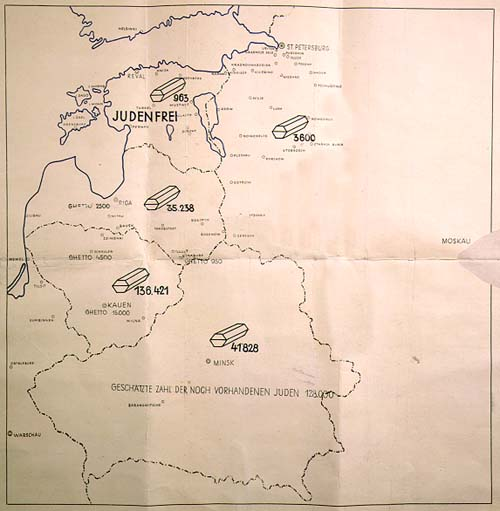
Kaart met het aantal executies dat door de Einsatzgruppen A en B is uitgevoerd.
-Estland 963 executies, gemarkeerd als Judenfrei.
-Letland 35.238 executies
-Litouwen 136.421 executies
-Wit-Rusland 41.828 executies
-Rusland 3600 executies

- Einsatzgruppe A (EZ A) werd toegewezen aan Heeresgruppe Nord van Von Leeb, opereerde in de Baltische staten tot Leningrad. Ze bestond uit naar schatting 1.000 manschappen en was onderverdeeld in Sonderkommandos 1a en 1b, waarna Sonderkommando 1b werd onderverdeeld in Einsatzkommandos 2 en 3.

- Einsatzgruppe B (EZ B) werd toegewezen aan Heeresgruppe Mitte van Von Bock, had haar hoofdkwartier in Smolensk en opereerde in Wit-Rusland, van Belarus tot Moskou. Ze bestond uit naar schatting 665 manschappen en was onderverdeeld in de Sonderkommandos 7a en 7b, en de Einsatzkommandos 8 en 9, en een speciale groep Sonderkommando 7c, die naar Moskou konden optrekken, wanneer deze in Duitse handen was.

- Einsatzgruppe C (EZ C) werd toegewezen aan Heeresgruppe Süd van Gerd von Rundstedt, had haar hoofdkwartier in Kiev en opereerde in het noordelijk en centraal deel van Oekraïne. Ze bestond uit naar schatting 700 manschappen en was onderverdeeld in Sonderkommandos 4a en 4b en de Einsatzkommandos 5 en 6.

- Einsatzgruppe D werd toegewezen aan het 11e Leger, had haar hoofdkwartier in Sebastopol (Simferopol) en opereerde in Moldavië, zuidelijk Oekraïne (Bessarabië), de Krim en (als het zover zou komen) de Kaukasus. Ze bestond uit naar schatting 600 manschappen en was onderverdeeld in Sonderkommandos 10a en 10b en de Einsatzkommandos 11a, 11b en 12.

Naast deze vier grote Einsatzgruppen waren er ook twee ad hoc samengestelde Einsatzgruppen. Einsatzgruppe zur besonderen Verwendung (EGz.b.V.) onder leiding van SS-Oberführer Dr. Eberhard Schöngarth opereerde in Galicië en het Einsatzkommando der Sipo/SD Tilsit onder leiding van SS-Standartenführer Hans-Joachim Böhme en SS-Oberführer Bernhard Fischer-Schwedereen die naast Einsatzgruppe A in het gebied van Legergroep Noord opereerde.

## Leiders van de Einsatzgruppen
- Einsatzgruppe A: SS-Brigadeführer Dr. Franz Walter Stahlecker (tot 23 maart 1942), opgevolgd door Heinz Jost.
- Einsatzgruppe B: SS-Brigadeführer Arthur Nebe (tot oktober 1941), opgevolgd door Erich Naumann.
- Einsatzgruppe C: SS-Brigadeführer Dr. Otto Rasch (tot oktober 1941), opgevolgd door Max Thomas.
- Einsatzgruppe D: SS-Gruppenführer Dr. Otto Ohlendorf (tot juni 1942), opgevolgd door Walter Bierkamp.

## Leiders van de Sonderkommandos en Einsatzkommandos
Einsatzgruppe A:

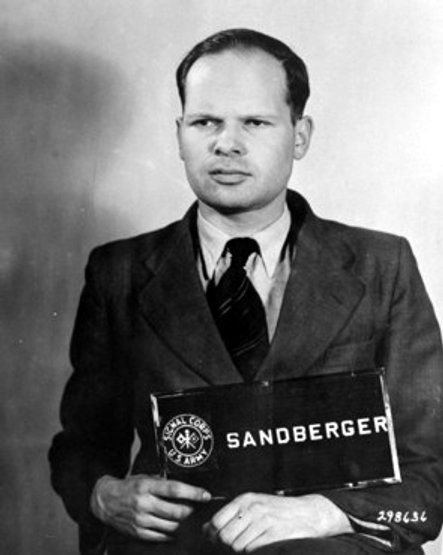
Martin Sandberger

- Sonderkommando 1a: Martin Sandberger.
- Sonderkommando 1b: Erich Ehrlinger, opgevolgd door Eduard Strauch.
- Einsatzkommando 2: Rudolf Batz, opgevolgd door E. Strauch, opgevolgd door Rudolf Lange.
- Einsatzkommando 3: Karl Jäger, opgevolgd door Wilhelm Fuchs, opgevolgd door Hans-Joachim Böhme.

Einsatzgruppe B:
- Sonderkommando 7a: Walter Blume, opgevolgd door Eugen Steimle, opgevolgd door Albert Rapp.
- Sonderkommando 7b: Günter Rausch, opgevolgd door Adolf Ott, opgevolgd door Albert Rapp.
- Sonderkommando 7c: Wilhelm Bock.
- Einsatzkommando 8: Otto Bradfisch, opgevolgd door Heinz Richter, opgevolgd door Erich Isselhorst, opgevolgd door Hans Schindhelm.
- Einsatzkommando 9: Alfred Filbert, opgevolgd door Oswald Schäfer, opgevolgd door Wihelm Wiebens.
- Vorkommando Moskau: Franz Six, opgevolgd door Woldemar Klingelhöfer.

Einsatzgruppe C:
- Sonderkommando 4a: Paul Blobel opgevolgd door Erwin Weinmann, opgevolgd door Eugen Steimle, opgevolgd door Schmidt.
- Sonderkommando 4b: Günter Hermann, opgevolgd door Lothar Fendler, opgevolgd door Werner Braune, opgevolgd door Hänsch.
- Einsatzkommando 5: Erwin Schulz, opgevolgd door August Meier.
- Einsatzkommando 6: Erhard Kröger, opgevolgd door Mohret Ernst Bilberstein.

Einsatzgruppe D:
- Sonderkommando 10a: Heinz Seetzen, opgevolgd door Jurt Christman.
- Sonderkommando 10b: Aloïs Persterer.
- Einsatzkommando 11a: Paul Zapp.
- Einsatzkommando 11b: Bruno Müller, opgevolgd door Werner Braune, opgevolgd door Paul Schulz.
- Einsatzkommando 12: Gustav Nosske, opgevolgd door Erich Müller.

## Berechting van de daders
Na de oorlog stonden meerdere leden van de Einsatzgruppen terecht voor oorlogsmisdaden en misdaden tegen de menselijkheid. De grootste rechtszaak tegen leden van de Einsatzgruppen vond plaats van 15 september 1947 tot 1948 in Neurenberg in Duitsland. Het tribunaal werd uitgevoerd door de Amerikanen, met Benjamin Ferencz als hoofdaanklager. Van de 25 aangeklaagden werden er 15 ter dood veroordeeld, maar uiteindelijk zouden alleen Paul Blobel, Werner Braune, Erich Naumann en Otto Ohlendorf op 7 juni 1951 opgehangen worden. Gedurende de jaren 50 zouden de overige mannen vrijgelaten worden.

## Herinnering
De uitroeiing van de Joden door de Einsatzgruppen kreeg na de oorlog minder aandacht dan de massamoord in de gaskamers van Auschwitz en andere vernietigingskampen. In de Sovjet-Unie werden bij voormalige executieplaatsen monumenten geplaatst die herinnerden aan de slachtoffers van het fascisme, maar de Joden bleven als grootste slachtoffergroep ongenoemd. Pas na de val van het IJzeren Gordijn werden monumenten opgericht ter herinnering aan het lot van de Joden. In de Baltische Staten duurde dat zelfs tot het begin van de 21ste eeuw, omdat het onderwerp gevoelig ligt vanwege de betrokkenheid van lokale collaborateurs bij de massamoord. Sinds 2004 onderzoekt de Franse priester Patrick Desbois massagraven van de slachtoffers van Einsatzgruppen in Oekraïne. In 2010 had hij 700 massagraven gelokaliseerd.